# دماسنج گیره‌ای لابیا
دماسنج گیره‌ای لابیا (انگلیسی: Labial thermistor clip) وسیلی از برای سنجش دمای لابیای کوچک است که با احتقان (تجمع خون) در آن مرتبط است. این دستگاه متشکل از یک ترمیستور است که به یک گیره فلزی کوچک متصل است و می‌توان آن را به لابیا مینور وصل کرد. دماسنج گیره‌ای لابیا بعد از تغییرحجم‌سنجی نوری واژن (VPG)، دومین معیار فیزیولوژیکی پرکاربرد برای پاسخ جنسی زنان است. هر دو وسیله را می‌توان به‌طور همزمان به‌کار برد.
دماسنج گیره‌ای لابیا دارای مزایایی نسبت به روش VPG است، از جمله قابلیت تکرارپذیری بهتر، همبستگی بیشتر بین پاسخ جنسی و برانگیختگی جنسی خودگزارش‌شده، و ثبت یک واحد مطلق تغییر دما. این وسیله همچون روش VPG، دارای «اعتبار افتراقی» (discriminant validity) است که به آن «روایی واگرا» هم می‌گویند؛ یعنی تفاوت بین محرک‌های جنسی و غیرجنسی را تشخیص می‌دهد و همچنین به سطوح مختلفی از برانگیختگی جنسی، حساس است.
دماسنج گیره‌ای لابیا دارای معایبی است زیرا استفاده‌کنندگان آن در قرار دادن صحیح دستگاه مشکل دارند و برخی بیماران نیز هنگام استفاده از دستگاه احساس ناراحتی می‌کنند.